# 셜록 홈즈 (2009년 영화)
《셜록 홈즈》(영어: Sherlock Holmes)는 2009년에 개봉한 가이 리치 감독의 시대극 미스터리 액션 영화이다. 1890년을 배경으로 별난 탐정 셜록 홈스(로버트 다우니 주니어 분)가 친우 존 왓슨(주드 로 분)과 함께 신비주의자들의 음모를 저지하려고 하는 이야기이다. 마크 스트롱이 악한 헨리 블랙우드 경 역을 연기하였으며, 레이철 매캐덤스가 홈스의 숙적 아이린 애들러 역으로 등장한다.
2010년 제82회 아카데미상에서 미술 감독상(세라 그린우드, 케이티 스펜서)과 음악상(한스 치머) 후보에 올랐으며, 제67회 골든 글로브상에서 로버트 다우니 주니어가 뮤지컬·코미디 영화 부문 남우 주연상을 수상하였다.
속편 《셜록 홈즈: 그림자 게임》(2011)으로 이어진다.

## 줄거리
1890년 런던. 사립 탐정 셜록 홈스과 파트너 존 왓슨은 의식을 통해 한 여성을 살해하려던 헨리 블랙우드 경을 저지한다. 레스트레이드 경감은 그간 여성 5명을 살인해 왔으며 본인에게 초능력이 있다고 주장하는 블랙우드 경을 체포한다.
그로부터 2달 후. 가정 교사 메리 모스턴과 약혼했으며 홈스의 기벽에 질린 왓슨은 베이커가 221B에서 나가면서 홈스와 동업 관계를 끝낼 생각을 한다. 교수형을 선고받은 블랙우드는 홈스에게 면회를 요청하고, 앞으로 세 명이 더 죽고 세상에 큰 변화가 도래할 것이라고 예고한다. 블랙우드의 형이 집행되고, 왓슨이 그의 사망을 공인한다.
한 교수를 위해 일하고 있는 홈스의 옛 숙적 아이린 애들러가 홈스를 방문해 실종된 루크 리어던이란 사람을 찾아 달라고 의뢰한다. 곧 블랙우드가 살아 있는 모습으로 목격되고, 안에서만 열 수 있는 그의 무덤이 부서진 채 발견된다. 관을 열어 보자 그 안에서 리어던의 시체가 나온다. 리어던의 은신처에는 과학과 마법을 접목하려고 시도했던 실험의 흔적이 널려 있다. 블랙우드의 부하들이 나타나 증거 은멸을 위해 이곳에 불을 지르려 하자 홈스와 왓슨은 이들과 맞서 싸운다.
홈스는 비밀 마법 결사 모임이며 정치적 영향력을 지닌 사수도회 기사단에 끌려간다. 이 모임의 지도자들인 최고법원장 토머스 로서럼 경, 주영 미국 대사 스탠디시, 내무 장관 카워드 경은 홈스에게 토머스의 사생아이며 전 회원인 블랙우드를 막아 달라고 요청한다. 후에 목욕을 하던 토머스는 블랙우드가 나타나 지켜보는 가운데 익사한다. 카워드는 회의를 소집해 토머스의 공석에 블랙우드를 임명하여 그가 모임을 총지휘하게 한다. 이제 블랙우드는 대영 제국을 장악하고 미국을 재정복할 작정이다. 스탠디시는 이 결정에 저항하며 총을 꺼내 블랙우드를 향해 방아쇠를 끌어당기지만 그 순간 본인이 화염에 휩싸인다.
홈스는 클라크 순경에게서 카워드가 자신의 체포 영장을 발부했다는 귀띔을 받은 후 숨어 지낸다. 홈스는 블랙우드의 살해 현장 속 상징들과 비밀 결사의 의식이 긴밀히 연결돼 있다는 것을 파악하고, 블랙우드의 마지막 살해 목표는 선출 의원들이라는 것을 깨닫는다. 레스트레이드의 협조로 홈스는 체포를 가장하여 카워드 앞으로 끌려가고, 카워드의 옷에서 포착한 증거를 토대로 블랙우드가 웨스트민스터궁 지하 하수도에서 의식을 치렀음을 유추한다.
탈출한 홈스는 왓슨, 애들러와 하수도로 이동해 리어던이 개발한 장치를 지키고 있던 블랙우드의 부하들을 맞닥뜨린다. 블랙우드는 이 장치를 이용해 의회에 사이안화 가스를 살포할 작정이며 미리 해독제를 받은 그의 지지자들만이 살아남을 예정이다. 블랙우드는 원격 조종으로 장치를 작동시키지만 애들러가 기계 일부에만 세심히 폭발을 일으켜 기계를 비활성화시키고 사이안화 가스통을 챙겨 달아난다. 의회 장악에 실패한 블랙우드가 도망하는 가운데 블랙우드의 지지자들과 카워드가 체포된다.
홈스는 하수도를 통해 애들러의 뒤를 쫓아 미완공된 타워 브리지 꼭대기까지 올라가게 된다. 바로 그때 블랙우드가 나타나 애들러를 무력화하고 가스통을 뺏은 뒤 애들러를 다리에서 밀어 떨어뜨린다. 홈스와 블랙우드 간에 격투가 벌어지고, 홈스는 블랙우드의 초능력이 실은 과학과 속임수, 그리고 리어던의 실험을 조합한 것에 불과함을 안다고 밝힌다. 마침 기중기가 부러져 블랙우드가 서 있던 비계를 부수면서 블랙우드는 사슬에 엉킨 채 다리 밑으로 곤두박질친다. 정신을 차린 애들러는 자신의 고용주가 제임스 모리아티 교수이며 결코 만만히 볼 상대가 아니라고 경고한다.
왓슨이 221B에서 이사를 나가는 와중에 클라크 순경이 찾아와 홈스에게 블랙우드의 장치가 있던 장소 인근에서 살해된 경관의 시체 한 구가 발견되었다고 보고한다. 홈스는 모리아티가 애들러와 블랙우드의 대치 상황을 이용해 주의를 분산시키고 라디오의 초창기 형태인 핵심 부품을 가져갔다는 걸 깨닫는다. 홈스는 재수사를 결정한다.

## 출연진
- 로버트 다우니 주니어 - 셜록 홈스 역
- 주드 로 - 존 왓슨 역
- 마크 스트롱 - 헨리 블랙우드 경 역
- 레이철 매캐덤스 - 아이린 애들러 역
- 켈리 라일리 - 메리 모스턴 역
- 에디 마선 - 레스트레이드 경감 역
- 핸스 매서슨 - 카워드 경 역
- 제럴딘 제임스 - 허드슨 부인 역
- 제임스 폭스 - 토머스 로서럼 경 역
- 윌리엄 호프 - 미국 대사 존 스탠디시 역
- 로버트 마이예 - 드레저 역
- 윌리엄 휴스턴 - 클라크 “클라키” 순경 역
- 앤드루 잭 - 제임스 모리아티 역 (목소리)
  - 재러드 해리스 - 제임스 모리아티 역 (재녹음)

## 기타 제작진
- 공동 제작: 스티브 클라크홀
- 미술: 세라 그린우드
- 의상: 제니 베번